# Slag bij de Milvische Brug
De Slag bij de Milvische Brug of de Slag bij Pons Milvius vond plaats op 28 oktober 312 tussen de legers van de keizers Constantijn I en Maxentius. De slag werd gewonnen door Constantijn. Het is een belangrijke veldslag in de Romeinse geschiedenis. Beroemd is de uitspraak van Constantijn dat hij de overwinning aan de God van de christenen te danken had.

## Aanloop
Na de eerdere veldslagen bij Turijn en Verona, waarin Constantijn zegevierde over Maxentius, kreeg Constantijn het noorden van Italië in handen. Hij marcheerde over de via Flaminia naar het zuiden en bereikte eind oktober 312 Rome. Maxentius had zich verschanst in de hoofdstad met zijn leger, dat meer dan tweemaal groter was dan dat van Constantijn. Het zag ernaar uit dat hij dezelfde strategie zou voeren als in 307 en 308 tijdens de invasies van Severus en Galerius, maar verrassend genoeg besloot hij Constantijn tegemoet te treden in het open veld.

## De veldslag
Op 28 oktober 312 stelde Constantijn zijn leger op voor de Pons Milvius, een stenen brug waarover de via Flaminia naar Rome loopt. Maxentius wilde niet dat deze brug in handen van zijn rivaal zou vallen, omdat hij ervoor vreesde dat hij dan het vertrouwen van de senaat zou verliezen. Vermoedelijk was de brug door Maxentius al gedeeltelijk verwoest als voorbereiding op een eventueel beleg en was er alleen nog maar een houten brug die door het leger was geconstrueerd.
Voorafgaand aan de slag zou Constantijn een bijzondere droom gehad hebben waarin een hogere macht hem maande op de schilden van zijn soldaten het teken van Christus aan te brengen. De bronnen zijn niet eenduidig over hetgeen hij in zijn droom zou hebben gezien. Volgens Eusebius liet hij op de schilden een kruisteken aanbrengen met de woorden In hoc signo vinces ("in dit teken zul je overwinnen"). Lactantius, een andere bron, beweerde dat de soldaten het Chi-Rho-teken op hun wapenrusting hadden geschilderd.
De volgende dag kwam het tot een treffen tussen de twee legers. Constantijn toonde zich een ervaren veldheer. Zijn leger dreef dat van de tegenstander terug naar de Tiber, waarop Maxentius besloot om de verdediging van de brug op te geven en in Rome stand te houden. Maar zijn leger kon Rome alleen binnenkomen over de brug. Constantijns leger bracht zware verliezen toe aan het terugtrekkende leger van Maxentius. Uiteindelijk zakte de provisorisch gebouwde brug in elkaar en kwam een deel van Maxentius' leger vast te zitten op de noordelijke oever van de Tiber. Zij werden gevangengenomen of gedood. Maxentius was een van de doden; hij verdronk in de rivier toen hij probeerde deze over te zwemmen. Zijn lichaam werd gevonden en tentoongesteld toen Constantijn een triomftocht door Rome hield om zijn overwinning te vieren.
Constantijns overwinning maakte dat hij voortaan alleenheerser was over het westelijk deel van het Romeinse Rijk. In het oosten zou Licinius een jaar later afrekenen met Maximinus Daia, zodat er eind 313 nog maar twee keizers in het Romeinse Rijk waren.